# Macrostomus pulchriventris
Macrostomus pulchriventris är en tvåvingeart som beskrevs av Mario Bezzi 1905. Macrostomus pulchriventris ingår i släktet Macrostomus och familjen dansflugor. Inga underarter finns listade i Catalogue of Life.